# Juan B. Justo
Juan Bautista Justo (Buenos Aires, 28 de junio de 1865-Los Cardales, 8 de enero de 1928), más conocido como Juan B. Justo, fue un médico, periodista, político, parlamentario y escritor argentino, fundador del Partido Socialista de Argentina (que presidió hasta su muerte), del periódico La Vanguardia y de la cooperativa El Hogar Obrero. Se desempeñó como diputado y senador nacional. Fue defensor del socialismo de mercado y el movimiento cooperativo autogestionario.

## Primeros años
Juan Bautista Justo nació en Buenos Aires en 1865, como hijo de Juan Felipe Justo y de Aurora Castro. Por parte paterna era nieto del gibraltareño Francisco D. Justo, molinero y miembro de una célula antirosista que se ocupaba de sacar clandestinamente a unitarios de Buenos Aires. Su tío abuelo (hermano de su abuelo) era Agustín Pedro Justo, quien era padre de Agustín Pedro Justo (padre), gobernador de Corrientes entre 1872 y 1873, y abuelo de Agustín P. Justo, quien fue presidente de facto de la Argentina entre 1932 y 1938, por lo tanto Juan Bautista y Agustín Pedro eran primos segundos. Su padre era de ideología alsinista, mientras que la mayoría de sus tíos, por parte paterna, era mitristas. La familia de su madre era originaria de la provincia de San Juan.

## Médico
Justo realizó sus estudios de medicina en la Universidad de Buenos Aires (los cuales costeó trabajando como periodista), recibiéndose en 1888 con diploma de honor. Su tesis de graduación fue alabada por el decano Dr. Avelino González como "el estudio más acabado y perfecto que puede hacerse sobre el tema". Tras recibirse, viajó a Europa, donde se interiorizó de las ideas socialistas. De vuelta en la Argentina, ingresó en el Hospital de Crónicos, donde se desempeñó como cirujano. Introdujo en nuestro país las prácticas antisépticas en las operaciones quirúrgicas y el uso de la cocaína como anestésico. Por sus investigaciones, la Facultad de Medicina lo premió con la medalla de oro, y le otorgó, además, un viaje de estudios por las principales capitales europeas. Tenía apenas 23 años.

## Periodista
Sus primeros trabajos como periodista los realizó en el diario «La Prensa»,
como cronista parlamentario. A principios de la década de 1890 comenzó a escribir en el periódico
socialista «El Obrero». En 1894, junto a Augusto Kühn y Esteban Jiménez fundó el periódico
La Vanguardia, para costear eso vendió el coche que utilizaba en sus visitas de médico y empeñó la medalla de oro que le había otorgado la Facultad de Medicina. Dos años más tarde, con la fundación del partido Socialista,
se convertiría en su órgano oficial. En septiembre de 1905, «La Vanguardia» se convirtió en diario
y en un importante medio de difusión cultural, excediendo su propósito original de difusión de las ideas socialistas.
Justo dirigió el diario hasta su muerte.

## Político
Juan B. Justo formó parte de la Unión Cívica de la Juventud y luego de la Unión Cívica en 1889. Durante la Revolución del Parque, en 1890, atendió a los heridos del lado revolucionario. Poco después, Justo fue involucrándose en los círculos obreros y en las corrientes socialistas, hasta que en 1896, junto a Estéban Jiménez, Augusto Kühn e Isidoro Salomó fundó el Partido Socialista Argentino (PSA), que presidió el resto de su vida. Otras de sus actuaciones públicas fueron la fundación de la cooperativa El Hogar Obrero, la Biblioteca Obrera y Sociedad Luz Universidad Popular, que se encargó de la cultura y la propaganda de las ideas socialistas. Como presidente del partido, intervino en los congresos socialistas de Copenhague y Berna. Asimismo, fue la primera persona en traducir El capital de Karl Marx del alemán al español.
En 1921 se casó con la famosa feminista argentina Alicia Moreau de Justo.
En 1905 fundó la cooperativa El Hogar Obrero y el 8 de septiembre de 1910, se convirtió en la primera cooperativa "no europea" admitida en la Alianza Cooperativa Internacional.

## Parlamentario
En 1912, fue elegido diputado, cargo que ocupó hasta 1924, cuando fue elegido senador, siempre por la Capital Federal. Como diputado, presidió la comisión investigadora de los trusts, y participó de los debates que llevaron a la Reforma Universitaria (1918). Justo presentó numerosos proyectos de ley en materia social, contra el juego y el alcoholismo y para eliminar el analfabetismo.

## Homenaje
El más célebre homenaje en la Ciudad Autónoma de Buenos Aires a este político ha sido el bautismo de la avenida que discurre sobre el entubado cauce del arroyo Maldonado, es decir, la avenida Juan B. Justo, cuyas veredas se embaldosaron con baldosas rojas, el color socialista.
En la provincia de Buenos Aires lleva su nombre una estación intermedia del servicio eléctrico metropolitano del Ferrocarril General Bartolomé Mitre ubicada en la localidad de Florida, en el partido de Vicente López. En ese mismo partido, pero en la localidad de Olivos, una calle lleva su nombre. Además, la ciudad de Mar del Plata (Argentina) homenajea a Juan B. Justo nombrando a una de sus principales avenidas, famosa por sus comercios textiles: "la avenida del pullover".
En la Ciudad de Córdoba, Provincia de Córdoba; una de sus principales avenidas lleva su nombre.
En el municipio de Lanús, Provincia de Buenos Aires, en la localidad de Lanús Este, una calle (anteriormente denominada Gibraltar) lleva su nombre. La misma corre entre las avenidas Presidente Raúl Alfonsín y 29 de septiembre.

## Escritor
Como escritor, Justo se dedicó al ensayo político y social. Su obra principal es Teoría y práctica de la historia (1909).
Otras obras
- Teoría científica de la historia (1898),
- El socialismo argentino (1910),
- La intransigencia política (1921).
- Socialismo e imperialismo,
- La internacional socialista,
- El programa socialista en el campo,

Obras póstumas
- La moneda (1937) y La cooperación libre (1938).

Otra de sus contribuciones fue la primera traducción del alemán al español de El Capital, de Karl Marx.

## Fallecimiento

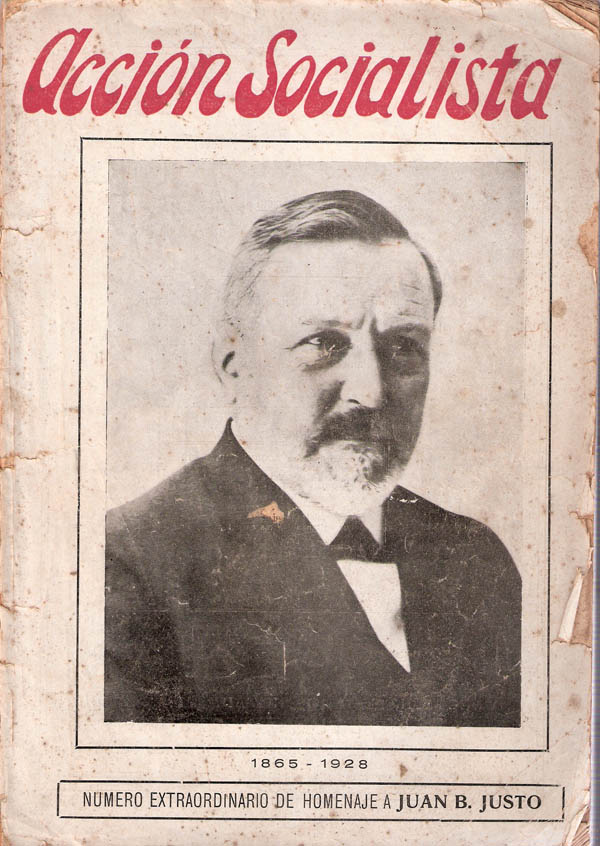
Edición de 1928 de la revista Acción Socialista, en homenaje al fallecimiento de Juan B. Justo.

El 23 de enero de 1927, Justo pudo ver cumplido uno de sus grandes sueños: inaugurar la Casa del Pueblo, con su gran biblioteca, su salón de conferencias y sus aulas nocturnas dedicadas a la enseñanza de los obreros. Casi exactamente un año después, el 8 de enero de 1928, murió de un síncope cardíaco mientras pasaba una temporada de vacaciones en compañía de su esposa Alicia y sus hijos en su quinta de Los Cardales, partido de Exaltación de la Cruz.
Su hermana Sara Justo (1870-f.1941) fue una destacada educadora argentina, de las primeras odontólogas del país y una de las líderes del movimiento feminista argentino en las primeras décadas del siglo XX.